# Ion Caragancev
Ion Caragancev (n.  ? – d. 22 septembrie 1939, Comrat, România) a fost un zidar român de origine găgăuză și membru al Mișcării Legionare.

## Activitate
În urma asasinării premierului român Armand Călinescu de către Garda de Fier, mai mulți legionari din toată țara au fost arestați de către autoritățile române. La Comrat au fost arestați Caragancev, Alexei Culev, Constantin Căldare, Ion Brăileanu, Mihail Tihoiglo, Gheorghe Butnaru, Gheorghe Sara, Dumitru Tihoglu, Constantin Carabageac.
Totodată, noul guvern, condus de Gheorghe Argeșanu, a ordonat ca în fiecare județ să fie executați 2-4 legionari, fără judecată, în noaptea dintre 21-22 septembrie. În județul Tighina, autoritățile l-au executat pe Ion Caragancev.